# Taylor Rochestie
Taylor Rochestie   (Houston, 1 de juliol de 1985) és un jugador de bàsquet professional estatunidenc que juga com a base. També té la nacionalitat de Montenegro.

## Carrera esportiva
Sorgit de l'institut de Santa Barbara (Califòrnia) va debutar a la NCAA la temporada 2004-05 amb l'equip de la Universitat Tulane. L'any següent va canviar d'universitat, fet que el va fer quedar-se un any en blanc. Va jugar als Washington State fins a finals de 2009. Després d'una breu estada a la WCBL amb els Santa Barbara Breakers, va fer el salt a Europa de la mà del Goettingen de la lliga alemanya, amb qui va guanyar l'Eurochallenge.
El juny de 2010 va fitxar pel club Galatasaray Café Crown de la lliga turca, però va deixar l'equip el 2011. El febrer d'aquell any torna a alemanya per acabar la temporada a l'ALBA Berlin.
La temporada 2011-12 va ser subcampió de lliga amb el Le Mans de la lliga francesa. La 2012-13 arriba a la lliga espanyola contractat pel Caja Laboral, però abandona l'equip en el mes de gener. La temporada següent va jugar al Biella, al MS Siena i al Nizhny Novgorod on, en el seu segon any a l'equip rus, acabaria convertint-se en jugador revelació de l'Eurolliga i màxim anotador. El Maccabi Tel Aviv es fixa en ell després dels seus grans números a la competició continental: 18,9 punts per partit i 5,7 assistències per partit, i el fitxa per la temporada 2015-16. Després d'un any a la lliga israeliana, l'estiu de 2016 fitxa pel Lokomotiv Kuban de la lliga russa, i passa la temporada 2017-18 a l'Estrella Roja.
En el mes d'agost de 2018 s'uneix a la lliga xinesa fitxant pels Tianjin Gold Lions, un dels equips de la CBA, la màxima categoria a la Xina. Acaba la temporada amb unes mitjanes espectaculars, de 33,5 punts, 9,1 assistències i 4,7 rebots per partit. En el mes de març de 2019 signa amb els Anhui Wenyi Dragons de la NBL (segona categoria de la lliga xinesa), on aconsegueix uns grans números també: 26,4 punts, 8,3 assistències i 5,4 rebots.

### Internacional
Ha estat internacional amb la selecció de Montenegro els anys 2012 i 2014, disputant ambdues ocasions el pre-europeu.